# James A. Michener
James Albert Michener (Nova Iorque, 3 de fevereiro de 1907 – 16 de outubro de 1997) foi um autor norte-americano. Escreveu mais de 40 livros, muitos deles com muitas páginas, sagas familiares ficcionais  cobrindo vidas de muitas gerações em particular descrevendo pontos geográficos e incorporando momentos históricos.

## Reconhecimento
Pela publicação de Tales of the South Pacific recebeu o prêmio Prémio Pulitzer de Ficção em 1948.

## Obras

### Livros -Ficção
| Título original em inglês  | Ano da publicação original | Título original em português   |
| -------------------------- | -------------------------- | ------------------------------ |
| Tales of the South Pacific | 1947                       | Amor e Guerra nos Mares do Sul |
| The Fires of Spring        | 1949                       | Fogos da Primavera             |
| Return to Paradise         | 1950                       | Volta ao Paraíso               |
| The Bridges at Toko-ri     | 1953                       | As pontes de Toko-ri           |
| Sayonara                   | 1954                       | Sayonara                       |
| Hawaii                     | 1959                       | Hawaii                         |
| Caravans                   | 1963                       | Caravanas                      |
| The Source                 | 1965                       | A fonte de Israel              |
| The Drifters               | 1971                       | Os Rebeldes                    |
| Centennial                 | 1974                       | A Saga do Colorado             |
| Chesapeake                 | 1978                       | Baía de Chesapeake             |
| The Watermen               | 1978                       |                                |
| The Covenant               | 1980                       | A Aliança                      |
| Space                      | 1982                       | A corrida para as estrelas     |
| Poland                     | 1983                       | Polônia                        |
| Texas                      | 1985                       | Texas                          |
| Legacy                     | 1987                       | Legado de honra                |
| Alaska                     | 1988                       | Alasca                         |
| Caribbean                  | 1989                       | Caribe                         |
| Journey                    | 1989                       |                                |
| The Novel                  | 1991                       | O romance                      |
| Mexico                     | 1992                       | México                         |
| Recessional                | 1994                       |                                |
| Miracle in Seville         | 1995                       |                                |
| Matecumbe                  | 2007                       |                                |

### Livros -Não-ficção
| Título original                                                        | Ano de publicação | Comentários |
| ---------------------------------------------------------------------- | ----------------- | --- |
| The Future of the Social Studies ("The Problem of the Social Studies") | 1939              | Esta série de 12 ensaios examina o papel dos estudos sociais, seu passado e previsões para o futuro.                                                                                         |
| The Voice of Asia                                                      | 1951              | The Voice of Asia, é uma compilação de quinze artigos publicados em 1951, apresenta as experiências pessoais de Michener viajando pela Ásia após a Segunda Guerra Mundial.                   |
| The Floating World                                                     | 1954              | Michener detalha como os gravadores japoneses no período Edo mantiveram sua arte viva diante das restrições do governo.                                                                      |
| The Bridge at Andau                                                    | 1957              | Michener narra a experiência de centenas de refugiados, fugindo da perseguição brutal pela Polícia de Segurança do Estado da Hungria.                                                        |
| Rascals in Paradise                                                    | 1957              | Coleção de contos sobre dez aventureiros da vida real. |
| Japanese Prints: From the Early Masters to the Modern                  | 1959              | Este livro apresenta esboços feitos pelo artista Jack Levine durante uma viagem ao Japão. |
| Report of the County Chairman                                          | 1961              | Michener, que atuou como presidente do Comitê de Cidadãos do Condado de Bucks para Kennedy, relata o processo de campanha para John F. Kennedy na Pensilvânia.                               |
| The Modern Japanese Print: An Appreciation                             | 1968              | James A. Michener comenta dez obras de mestres japoneses em xilogravura. |
| Iberia                                                                 | 1968              | Neste diário de viagem não-ficção, o autor explora a cultura, história e geografia de Portugal e Espanha.                                                                                    |
| Presidential Lottery                                                   | 1969              | Escrito antes das eleições de 1972, a obra aborda as limitações do sistema eleitoral dos EUA e propõe reformas.                                                                              |
| The Quality of Life                                                    | 1970              | O autor apresenta suas reflexões e críticas à política e cultura dos Estados Unidos na década de 1970, bem como suas recomendações para o futuro.                                            |
| Kent State: What Happened and Why                                      | 1971              | No estado de Kent , Michener investiga o tiroteio de 1970 de estudantes universitários desarmados pela Guarda Nacional de Ohio.                                                              |
| Michener Miscellany – 1950/1970                                        | 1973              | Esta compilação de ensaios apresenta trabalhos de Michener publicados entre 1950 e 1970. |
| Firstfruits, A Harvest of 25 Years of Israeli Writing                  | 1973              | o Firstfruits coleciona uma excelente ficção curta israelense dos primeiros 25 anos de existência do país.                                                                                   |
| Sports in America                                                      | 1976              | Neste volume de não ficção, Michener examina o fenômeno da cultura esportiva na América e suas questões inerentes.                                                                           |
| About Centennial: Some Notes on the Novel                              | 1978              | O autor descreve o processo de escrever o Centennial, livro distribuído apenas para bibliotecas e livrarias selecionada,                                                                     |
| James A Michener's USA: The People and the Land                        | 1981              | Editado por Peter Chaitin com prefácio de Michener. |
| Collectors, Forgers — And A Writer: A Memoir                           | 1983              | Michener reflete sobre as primeiras influências de sua vida neste livro de edição limitada.                                                                                                  |
| Six Days in Havana                                                     | 1989              | Baseado em sua viagem de pesquisa a Cuba para o seu romance Caribe, Six Days in Havana apresenta as lembranças de Michener sobre pessoas e paisagens que encontrou em Havana.                |
| Pilgrimage: A Memoir of Poland and Rome                                | 1990              | Parte livro de viagens e parte livro de memórias, em Pilgrimage, Michener relata suas viagens à Polônia e Itália.                                                                            |
| The Eagle and the Raven                                                | 1990              | Relata o período da história do Texas, quando o renegado Sam Houston emigrou para o estado mexicano de Tejas e ajudou a liderar a revolução de 1836 contra o presidente mexicano Santa Anna. |
| My Lost Mexico                                                         | 1992              | O escritor relata o processo de escrever e editar México, um romance que ficou de lado por 30 anos antes de ser concluido em 1992.                                                           |
| The World Is My Home                                                   | 1992              | Livro de memórias mais amplo de Michener, apresenta as reflexões do escritor sobre sua vida e carreira.                                                                                      |
| Creatures of the Kingdom                                               | 1993              | Coleção de quinze relatos focados em animais dos livros Havaí, Centennial, Chesapeake, The Covenant, Texas e Alaska.                                                                         |
| Literary Reflections                                                   | 1993              | Coleção das reminiscências de Michener. |
| William Penn                                                           | 1994              | Monografia de Michener sobre a vida e as crenças de William Penn, fundador e primeiro governador da Commonwealth of Pennsylvania.                                                            |
| Ventures in Editing                                                    | 1995              | Neste livro de edição limitada, Michener oferece comentários sobre o processo de escrita e publicação.                                                                                       |
| This Noble Land                                                        | 1996              | O autor descreve a força e a fraqueza da nação e as esperanças dele com relação ao futuro.                                                                                                   |
| Three Great Novels of World War II                                     | 1996              | Compilação de romances da Segunda Guerra Mundial. |
| A Century of Sonnets                                                   | 1997              | Coleção de poesia escrita por Michener contém mais de cem poemas escritos ao longo de um período de setenta anos.                                                                            |

### Adaptações
| Título                                                            | Data    | Descrição |
| ----------------------------------------------------------------- | ------- | --- |
| South Pacific                                                     | 1949    | musical da Broadway de Rodgers e Hammerstein baseado no romance Tales of the South Pacific (1946) |
| As Pontes de Toko-Ri                                              | 1954    | filme baseado no livro a As Pontes em Toko-Ri (1953) |
| Return to Paradise                                                | 1953    | filme baseado no conto Mr. Morgan da coleção Return to Paradise (1951) |
| Men of the Fighting Lady (também conhecido como Panther Squadron) | 1954    | filme inspirado no artigo de Michener no Saturday Evening Post, The Forgotten Heroes of Korea |
| Until They Sail                                                   | 1957    | baseado em um conto incluído em Return to Paradise |
| Sayonara                                                          | 1957    | filme indicado para 10 prêmios da Academia, ganhou quatro; incluindo Melhor Atriz Coadjuvante, por Miyoshi Umeki, a primeira e, a partir de 2016 , a única atriz do Leste Asiático a ganhar um Oscar. Baseado no romance semi-autobiográfico Sayonara |
| South Pacific                                                     | 1958    | filme baseado no musical de Rodgers e Hammerstein, por sua vez, baseado no romance Tales of the South Pacific (1946) |
| Adventures in Paradise                                            | 1959–62 | série de televisão criada por Michener |
| Hawaii                                                            | 1966    | filme baseado no livro Hawaii (1959) |
| The Hawaiians                                                     | 1970    | filme baseado no livro Hawaii (1959) |
| Centennial                                                        | 1978    | série de televisão baseada no livro Centennial (1974) |
| Caravans                                                          | 1978    | filme estrelado por Anthony Quinn basedo no livro Caravans (1963) |
| Space                                                             | 1985    | série de televisão baseada no livro Space (1982) |
| James A. Michener's Texas                                         | 1994    | série de televisão baseada no livro Texas (1985) |
| South Pacific                                                     | 2001    | filme de televisão baseado no musical Rodgers e Hammerstein, por sua vez, baseado no romance Tales of the South Pacific (1946) |